# Vodní zdroj

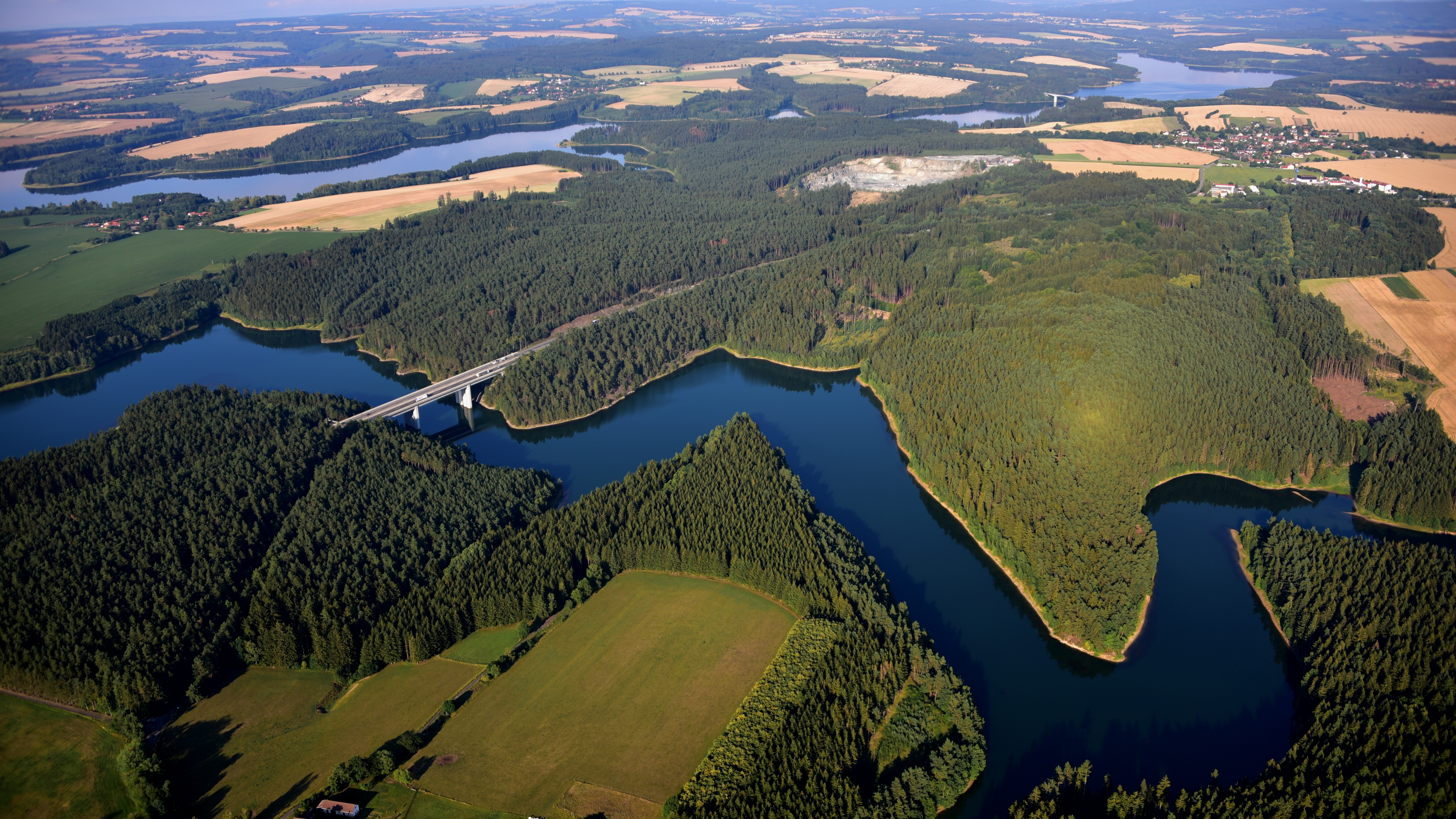
Vodní nádrž Švihov (Želivka), největší vodní zdroj ve střední Evropě

Vodní zdroj je souhrnné označení pro přírodní i umělá místa, která slouží pro odběr povrchové nebo podzemí vody použitelné pro člověka jako pitná nebo užitková voda. Samotná voda je přírodní zdroj obnovitelný díky vodnímu oběhu. Vodní zdroje slouží k zásobování vodou pomocí vodovodu a dalších zařízení.
Zdroj pitné podzemní vody může být přírodní pramen, případně upravený jako studánka, nebo uměle vytvořená studna.
Zdrojem povrchové vody může být vodní tok (potok, řeka) nebo vodní nádrž, buď přírodní – jezero, nebo umělá, vodní dílo, často k tomu účelu zbudované. Aby takový zdroj mohl být použit pro dodávku nezávadné pitné vody, musí být chráněn před znečištěním a voda musí být upravena v úpravně vody, případně lze užít vodní filtr. Jako vodní zdroj může sloužit i moře, z mořské vody se sladká voda získává odsolováním.
Dostupnost vodních zdrojů s dostatečně čistou vodou patří k základním lidským potřebám. Je problémem v mnoha oblastech rozvojových zemí a místech zasažených různými druhy ničivých událostí. Dostupnost vodních zdrojů je v takové situaci předmětem rozvojové a humanitární pomoci.